# Boginja: kak ja poljubila
Boginja: kak ja poljubila (Богиня: как я полюбила) è un film del 2004 diretto da Renata Litvinova.

## Trama
Il film racconta di una donna che lavora nella polizia e indaga su un misterioso crimine. Per far fronte a questo lavoro, ha bisogno di compiere un'impresa.